# Krasne, Krîvîi Rih
Krasne (în ucraineană Красне) este un sat în comuna Krasine din raionul Krîvîi Rih, regiunea Dnipropetrovsk, Ucraina.

## Demografie
Componența lingvistică a localității Krasne
     Ucraineană (92,45%)
     Rusă (7,55%)
Conform recensământului din 2001, majoritatea populației localității Krasne era vorbitoare de ucraineană (92,45%), existând în minoritate și vorbitori de rusă (7,55%).